# ارنی آدامز (بازیگر)
ارنی آدامز (انگلیسی: Ernie Adams؛ ‏ ۱۸ ژوئن ۱۸۸۵ – ۲۶ نوامبر ۱۹۴۷) بازیگر و نویسنده اهل کشور ایالات متحده آمریکا بود.
از فیلم‌هایی که وی در آن نقش داشته است، می‌توان به غرور یانکی‌ها و لرد جیم، نمایش اشاره کرد.